# Battyán
Battyán (szlovákul: Boťany) község Szlovákiában, a Kassai kerület Tőketerebesi járásában.

## Fekvése
Királyhelmectől 9 km-re keletre, a Bodrogköz északkeleti sarkában, a Latorca bal oldalán fekszik.

## Története
1332-ben „Bocian” néven említik először, mint Beche ispán birtokát. Később a Bacskai és a Battyán család tulajdona. 1332-ben „Bacian”, 1404-ben „Bacchian”, 1429-ben „Baytam”, 1480-ban „Bottyan” alakban szerepel az írott forrásokban.
1347-ben helyi nemesek birtoka. A 15. század elejétől a Pány családé, a 16. században a Magyiaké és a Tárkányiaké, majd a 17. század végéig a Tárkányi család tulajdonában áll. 1698-tól a 19. századig a Sennyey családé volt.
1557-ben 8 portája létezett. 1715-ben 27 ház nélküli és 10 lakott jobbágytelke volt. 1787-ben 87 házában 569 lakos élt. 1828-ban 112 házát 826-an lakták. Határában kiterjedt erdők voltak. Lakói mezőgazdasággal és erdei munkákkal foglalkoztak.
1796-ban Vályi András ezt írja róla: „BOTTYÁN. Elegyes falu Zemplén Vármegyében, földes Ura Gróf Dőry Uraság, fekszik Lelesztöl mintegy 3/4 mértföldnyire, és az Uraságnak lakó kastéllyával díszesíttetik, lakosai katolikusok, termésbéli tulajdonságaira nézve hasonló Bacskához, első Osztálybéli.”
Fényes Elek 1851-ben kiadott geográfiai szótárában így ír a faluról: „Bottyán, magyar falu, Zemplén vgyében, a Bodrogközben, Leleszhez 1, ut. p. Ungvárhoz 3 mfd., 500 kath., 100 ref., 200 g. kath.,, 40 zsidó lak., r. kath. paroch. templommal. Határa róna és igen termékeny. Van itt majorsági beltelek 53 hold egy kastélylyal, 313 h. szántóföld, 283 hold rét, 665 hold erdő. Birta báró Bémer László nagy-váradi püspök, de most a fiscus foglalta el.”
Borovszky Samu monográfiasorozatának Zemplén vármegyét tárgyaló része szerint: „Battyán, Ung vármegye határán, a bodrogközi síkságon fekvő magyar kisközség, melynek 146 háza és 1134 lakosa van, kiknek legnagyobb része római katholikus. E község már a XIII. században Beche ispán birtokaként szerepel. Utána került a birtok fele a Bacskai testvérek, a másik fele pedig a Bottyán család tulajdonába. 1347 körül a Bottyániak voltak az urai, egész 1403-ig, a mikor Bottyán György hűtlenségbe esvén, Zsigmond király 1409-ben Pány Ferencznek és fiának, Demeternek adja. E család révén a Csaholyi és a Mághi családok tulajdonába megy át. 1514-ben a Bayoni családot is itt találjuk, míg 1560 körül a község a Tárkányiaké. 1576-ban Chernel Tamást és Joó Balázst is egyes részeibe iktatják; 1598-ban pedig Székelyi Boldizsár és Mátyásfalvay György is a birtokosok között szerepel. 1627-ben Barakonyi Ferencz is egyik birtokosa. 1648-ban ifj. Tárkányi István nagyszabású várkastélyt építtet a község mellett. 1656-ban Sulyok Borbála és Barakonyi Ferencz is részbirtokosai. 1681-ben Apaffy fejedelem oltalomlevelet ad a községnek. E században báró Bocskay István és Daróczy Ferencz is birtokosok, de a Bocskay-féle rész elkoboztatván, a kir. fiskusra száll és később, kir. adomány útján, báró ’Sennyey III. István kapja, míg a Tárkányi-rész házasság útján Tárkányi István unokája, Keczer Miklós özvegye: Pribék Éva révén, 1688-ban, szintén birtokába kerül. Azonban ez időtájt Bartók Istvánnak is van itt részbirtoka, melyet vétel útján a Bocskay-féle javakból szerzett; de nem sokáig volt az övé, mert ’Sennyey István 1698-ban ezt a részt is magához váltotta. Bottyán vára a községgel együtt 1703-ban behódolt a kuruczoknak s e miatt 1706-ban a császáriak a várat lerombolták. Később ismét felépült, de 1711-ben viszonzásul a kuruczok dúlták fel és fosztották ki. 1742-ben gróf Dőry Ferenczné, szül. ’Sennyey Klára és Dőry Lászlóné szül. ’Sennyey Juliánna öröklik s ekként a birtok a Dőryek tulajdonába megy át. 1784-ben báró Bémer Antal nőül veszi báró Dőry László leányát, Krisztinát, kivel a battyányi birtok felét kapja hozományul. 1800-ban a ’Sennyey-féle rész Mailáth Józsefné, szül. ’Sennyey Antónia és báró Luzsénszkyné, szül. Szirmay Rozália birtoka, ez után Koós Jánosné, kinek örököseitől 1852-ben megveszi báró ’Sennyey Pál. 1834-ben báró Bémer László egri kanonok tulajdonába került, de ő az 1848–49-iki szabadságharczban való részvétele miatt elveszíti s az uradalom a kincstár birtokába kerül, melytől Szigethy József s ettől 1875-ben báró ’Sennyey Pál megvásárolja. A ’Sennyeyeken kívül a mult század elején még a Bodó, Szirmay és a Szerdahelyi családoknak, a század közepén pedig a Soós családnak is van itt birtokuk. Most az egész báró ’Sennyey Béla birtoka s az övé a hajdani várkastélynak még ma is nagyarányú maradványa, melyben özv. ’Sennyey Pálné, a néhai kiváló politikus és államférfiu özvegye lakik. A várkastély hajdan négyszögalakban épült, ennek azonban ma már csak keleti oldala áll fenn; a többit 1877 körül bontották le, míg a megmaradt részt 1889-ben újították meg. Ennek a résznek a déli sarkán fekvő kápolna ajtaja fölött a Tárkányi czímer látható, alatta a következő felirattal: „Stephanus Tárkányi de Nagy-Tárkány, Caes. Reg. Majestatis Eques auratus fieri curavit. Omne regnum in se ipsum desolabitur.” Az északi sarok ajtaja fölött pedig a ’Sennyeyek czímere látható e körirattal: „Alta non alte.” A kastély kápolnájának sirboltjában nyugszanak báró ’Sennyey Pál és szülei, báró ’Sennyey Károly és neje, szül. Nádasdy Erzsébet. A község dűlői közül bizonyos jelentőségük lehet a Bécsitó, Királytó, Hídgúzs-szög, Nagyaranyos, Nagyszékelyrét és Tanorok nevűeknek. 1763-ban az egész község leégett. A községben már 1332-ben volt róm. katholikus parochia, de ősi temploma elpusztult s a mostani 1659-ben épült. A kastély kápolnájában őrzik a ’Sennyey-féle gazdag levéltárat, melynek oklevelei egész a XIII. század elejéig visszanyúlnak. A község postája, távírója és vasúti állomása Bély.”
Kastélyát a korábbi vár helyén 1648 és 1650 között Tárkányi István építtette. A Rákóczi-szabadságharc idején Sennyey István kuruc generális, szenátor és főkancellár rezidenciája volt, így nehezen magyarázható az az elmélet, mely szerint 1706-ban és 1711-ben kurucok dúlták fel a falut és a kastélyt. Az épületet 1740 körül barokk stílusban építették át, majd miután ismét romossá vált, a Sennyey család építtette újjá 1889-ben úgy, hogy a négyszögletű kastélyból három oldalt lebontottak.
1920-ig Zemplén vármegye Bodrogközi járásához tartozott. 1924-ben árvíz pusztította. 1938 és 1945 között újra Magyarország része.
A kastély a második világháborúban súlyosan megrongálódott, majd sokáig terménytárolóként használták. A romos épületet 1967-ben bontották le.

## Népessége
| Év:            | 1994. | 2004.    | 2014.   | 2024.   |
| -------------- | ----- | -------- | ------- | ------- |
| Emberek száma: | 1082  | 1245     | 1249    | 1219    |
| Eltérés:       |       | +15,06 % | +0,32 % | -2,40 % |

| Év:            | 2023. | 2024.   |
| -------------- | ----- | ------- |
| Emberek száma: | 1211  | 1219    |
| Eltérés:       |       | +0,66 % |

A falut 1910-ben 1064-en, túlnyomórészt magyar anyanyelvűek lakták.
2001-ben 1201 lakosából 863 magyar, 216 cigány és 112 szlovák volt.
2011-ben 1256 lakosából 824 magyar, 228 cigány és 159 szlovák volt.
2021-ben 1193 lakosából 791 magyar (66,3%), 169 szlovák, 114 cigány, 119 ismeretlen nemzetiségű.

## Nevezetességei
- A községben jelenleg egyetlen templom található, melynek elődje – evangélikus templomként – a 17. században épült, majd egy földrengés megrongálta, ezután katolikusként épült újra. Az 1907-ben felszentelt neogótikus, római katolikus templomot tiroli építészek alkották – igen szép, impozáns, egységes stílusban alkotott, ízléses belső berendezéssel, számos kovácsolt vasmunkával. A templom nagyságával a síksági környék domináns eleme.

## Képgaléria

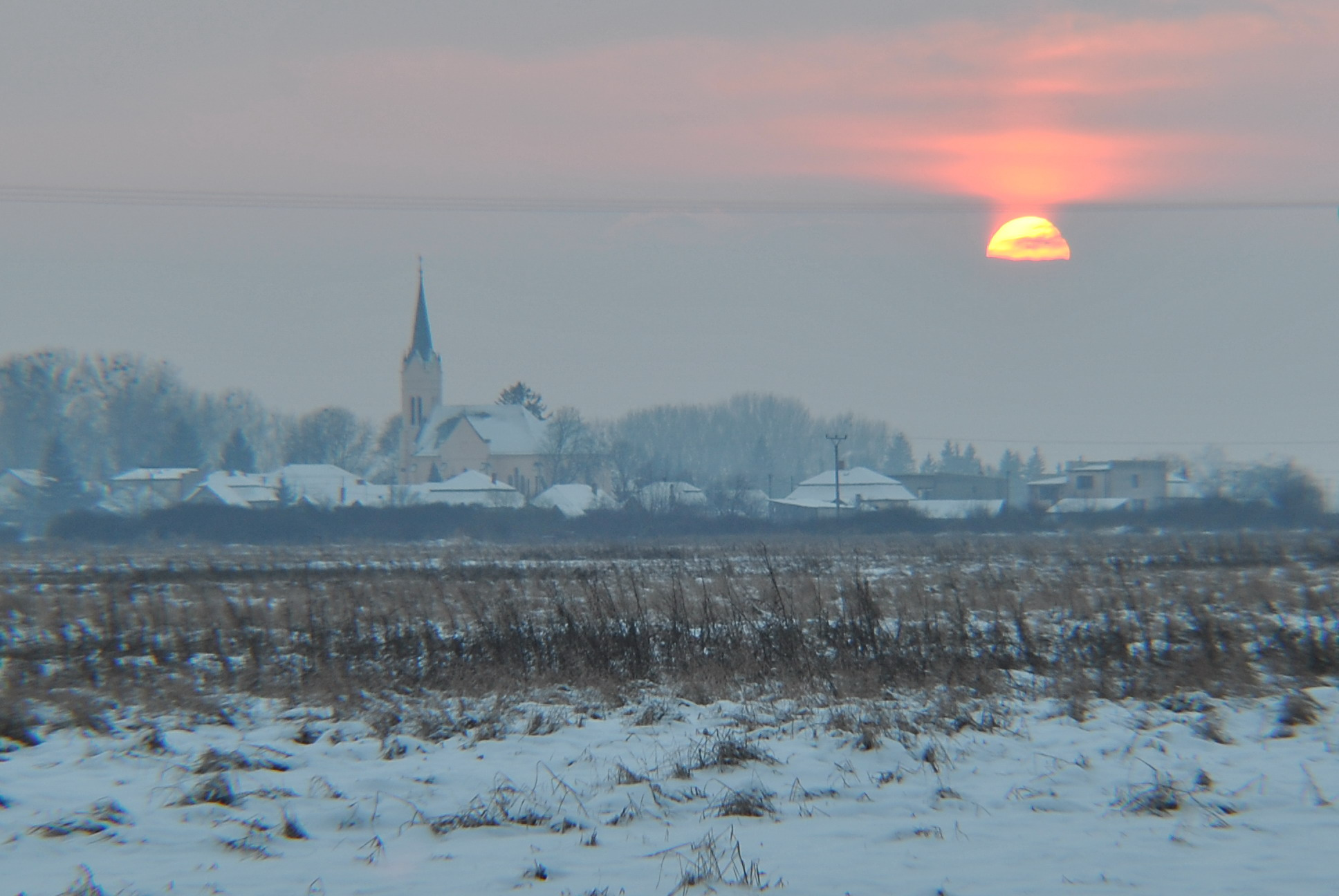
Battyán távolról
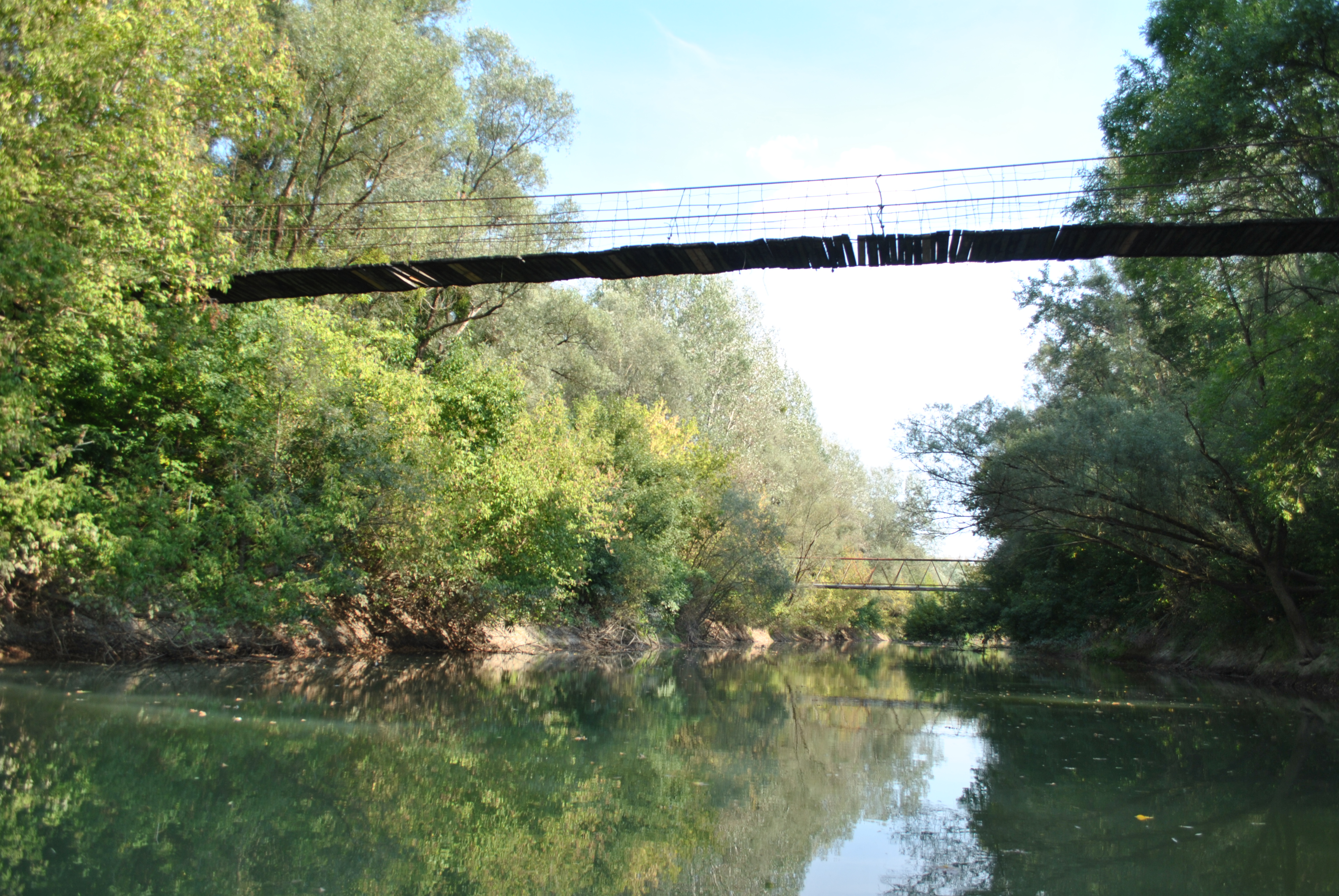
Lengő-híd
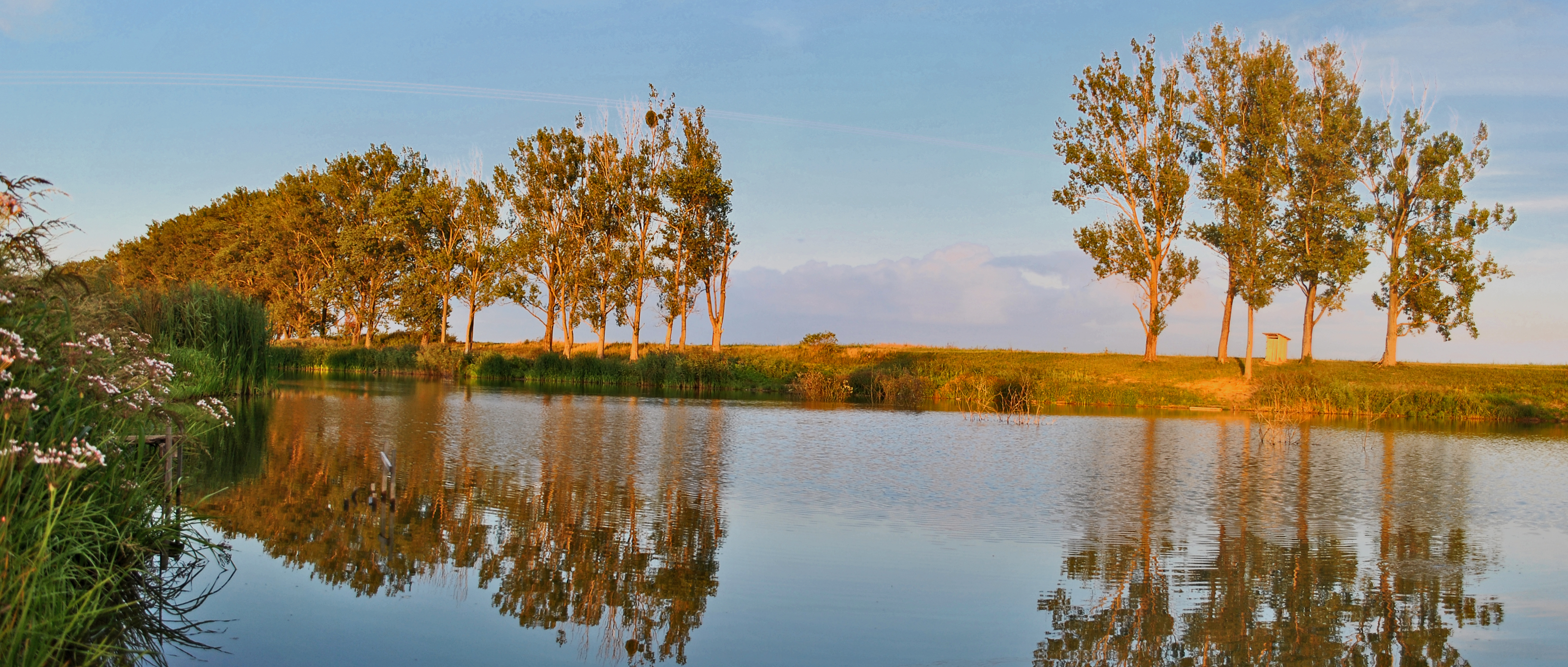
Mosó-tó
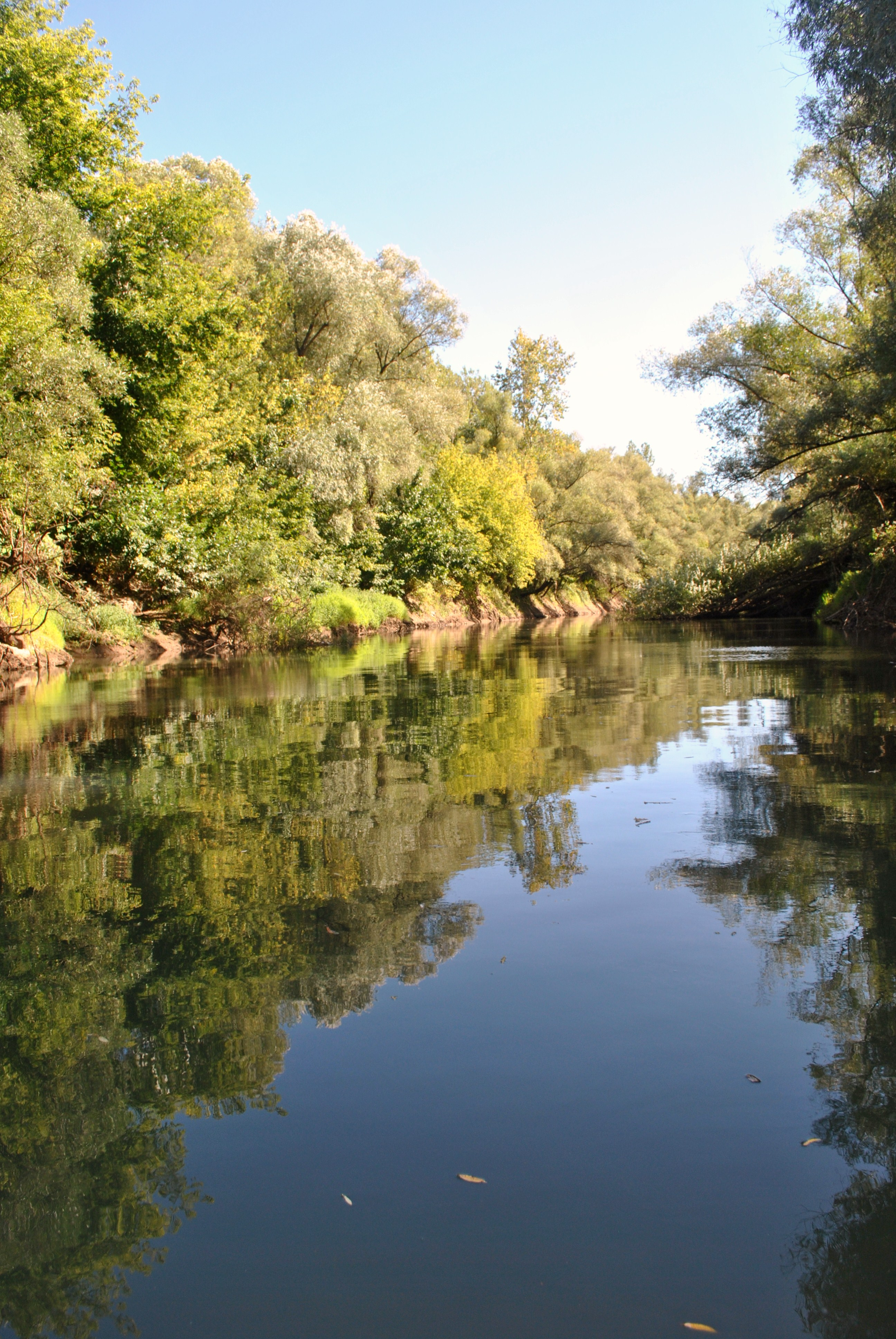
Latorca folyó

## Testvértelepülései
- Bököny, Magyarország